# Hector Gottfried Masius

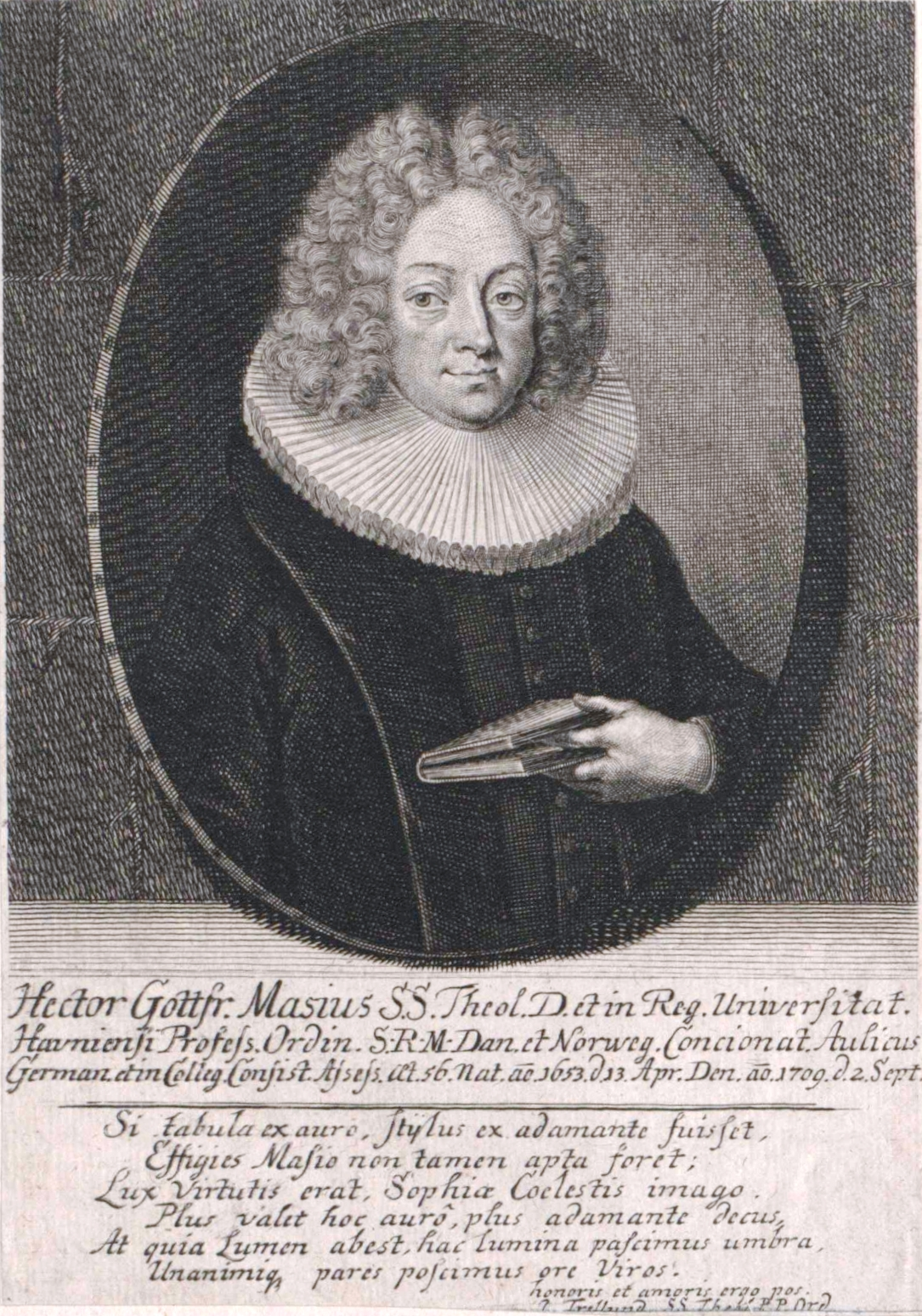
Hector Gottfried Masius

Hector Gottfried Masius (* 13. April 1653 in Schlagsdorf im Fürstentum Ratzeburg; † 20. September 1709 auf seinem Gute Ravnstrup auf Seeland) war ein deutsch-dänischer lutherischer Theologe.

## Leben
Masius, Sohn des Schlagsdorfer Pastors Nicolaus Masius († 1670), besuchte das Katharineum zu Lübeck und studierte anschließend unter anderem in Gießen (wo er 1675 den Magistergrad erwarb), Basel und Kopenhagen sowie an zahlreichen weiteren Universitäten in Deutschland und den Niederlanden. Ab 1682 wirkte er als Prediger an der dänischen Gesandtschaft in Paris. 1686 wurde er als deutscher Hofprediger nach Kopenhagen berufen und bald darauf zum Professor der Theologie und Mitglied des Konsistoriums ernannt. An der Universität Kopenhagen, wo er 1687 den Grad des Dr. theol. erwarb, war er mehrfach Rektor.

## Werk und Bedeutung
Masius verfasste im Geist der Lutherischen Orthodoxie zahlreiche Streitschriften gegen Reformierte und Katholiken. So behauptete er 1687, nur das Luthertum sei mit dem fürstlichen Absolutismus vereinbar, während die Reformierten mit ihren Lehren zur Herbeiführung von Unruhen neigten. Hierüber führte er längere Auseinandersetzungen mit Christian Thomasius und Johann Christoph Bekmann.
Im Kopenhagener Gesangbuch von 1719 wurden etliche geistliche Lieder von ihm abgedruckt, von denen einige auch in deutsche Gesangbücher aufgenommen wurden.

## Schriften (Auswahl)
- Defense de la religion lutherienne contre les docteurs de l’Eglise romaine. Où on fait voir en même temps leurs erreurs fondamentales. Pour l’usage de ceux de la veritable religion, qui sejournent en France. Frankfurt 1685 (= Verthaidigung der Evangelisch-Lutherischen Religion, wider die Römisch-Catholische Lehrer, da zugleich Deroselben Grundstürtzende Irrthümme kürtzlich angezeiget, und gründlich widerleget werden, Frankfurt 1685).
- De existentia daemonis, quatenus e naturae lumine innotescit. Kopenhagen 1682.
- Theologiæ Polemicæ Summa: In gratiam Studiosæ Juventutis XL. Disputationibus comprehensa Et In Collegio Privato ad ventilandum proposita: Kopenhagen 1687.
- Interesse Principum circa religionem Evangelicam. Kopenhagen 1687.
- Schediasma historico-philologicum de diis Obotritis seu idolis Mecklenburgensium et praecipue de Radegasto. Accessit dissertatio ejusdem de existentia daemonis, cum notis Andreae Borrichii. Kopenhagen 1688.
- Das Treue Lutherthumb, entgegengesetzet der Schule Calvini, Womit des Vermummeten Huberti Mosani Bericht von der Weltlichen Obrigkeit, so er gegen Masii Interesse principum neulich herausgegeben widerleget. 1690
- Kurtzer Bericht von Dem Unterscheid Der wahren Evangelischen Lutherischen/ und der Reformirten Lehre/ Nebst einem Anhang/ und Erörterung folgender Fragen: I. Ob zwischen den Lutheranern und Reformirten eine Religions Einigkeit und Brüderschafft zu hoffen? II. Ob nicht die Reformirten Gewissens halber verbunden seynd Krafft ihrer eigenen Lehr-Sätze/ zu uns zu treten. 1690, neuer Abdruck Gütersloh 1880 (Digitalisat, ULB Münster)
- Erinnerungs-Schreiben An Hubertum Mosanum, Wie er die Sache angreiffen müsse, wo er Doct. Masij Treues Lutherthum beantworten wolle: sampt Huberti Mosani Antwort. Franckfurt an der Oder 1691.
- Antiquitatum Mecklenburgensium schediasma historico-philologicum. Kopenhagen 1691.
- Der Abgefertigte Jesuit In Franckreich Oder Schrifftmäßige Widerlegung Päbstlicher Lehre In dreyen Puncten: I. Von der Messe II. Von der Kirchen Folge III. Von dem rechtmässigen Beruff der Evangelischen Prediger. 1695.
- Heilige Passions-Gedancken, oder Kurtze Betrachtung des Bluts Christi, so da besser redet als das Blut Abels: Hiebevor in einigen Passions-Predigten vorgestellet. Kopenhagen 1700.
- Dissertationes academicae, in II tomos distributae quorum: I. Dogmatico-historico-polemicas; II. Exegetico-dogmaticas continet, cum appendice orationum. Hamburg 1719.